# Most Śląsko-Dąbrowski
Most Śląsko-Dąbrowski – most na Wiśle w Warszawie. Został zbudowany w latach 1947–1949 jako element Trasy W-Z na filarach zniszczonego w 1944 mostu Kierbedzia.

## Opis
Most stanowi fragment Trasy W-Z, wybudowanej w latach 1947–1949, która łączy Pragę ze Śródmieściem i Wolą.
Projektantem mostu był Jerzy Koziełek, a wybudowało go Przedsiębiorstwo Budowy Mostów i Konstrukcji Stalowych „Mostostal”. Konstrukcje stalowe zostały wykonane przez Hutę Zabrze i Zakłady Produkcji Konstrukcji Stalowych w Chorzowie ze stali dostarczonej przez Hutę Batory. Nie odtworzono ciężkiej, stalowej konstrukcji mostu Kierbedzia.
Nazwa mostu nadana w 1947, dwa lata przed oddaniem go do użytku, była wyrazem podziękowania społeczeństwu Górnego Śląska i Zagłębia Dąbrowskiego za deklarację zebrania w ciągu roku 250 mln zł na budowę przeprawy oraz uznania dla udziału tamtejszych górników i hutników w odbudowie zniszczonej Warszawy. 
Prace montażowe rozpoczęły się 22 września 1948 w obecności prezydenta RP Bolesława Bieruta na środkowym filarze mostu (nr 4). 3 listopada tego roku „Mostostal” podjął uchwałę o skróceniu montażu sześciu przęseł mostu o 15 dni, do 8 grudnia, w celu uczczenia kongresu zjednoczeniowego PPS i PPR. Montaż zakończono 6 grudnia 1948.
Jest to most kołowo-tramwajowy, jednak w odróżnieniu od większości warszawskich torowisk, w tym przypadku tory tramwajowe są poprowadzone na jezdni dla samochodów. Od 16 czerwca 2007, w związku ze zwiększeniem ruchu szynowego w ciągu Trasy W-Z podczas modernizacji trasy tramwajowej w alei „Solidarności”, torowisko tramwajowe zostało wydzielone od jezdni za pomocą naklejonej nań żółtej, ciągłej linii. Wydzielenie torowiska utrzymano również po zakończeniu prac modernizacyjnych, dzięki czemu znacznie skrócono czas przejazdu przez most tramwajami.
W latach 1992–1993 most przeszedł generalny remont. W marcu 2009 rozpoczął się remont torowiska na moście i Trasie W-Z (od placu Bankowego do Dworca Wileńskiego). Do jesieni tego roku wyłączony został ruch kołowy (poza autobusami miejskimi, taksówkami oraz pojazdami jednośladowymi) oraz tramwajowy. Po remoncie ruch autobusowy został skierowany na pas tramwajowy.
15 października 2011 most został zamknięty dla ruchu samochodów osobowych w związku z budową stacji metra Dworzec Wileński. 27 sierpnia 2012 most otwarto dla samochodów osobowych, ale bez możliwości dalszego przejazdu tunelem Trasy W-Z w godzinach szczytu (tj. 6-10 i 15-19 z wyjątkiem sobót, niedziel i świąt).

## Upamiętnienia
- Tablica upamiętniająca śmierć żołnierzy Armii Krajowej, uczestników akcji „Kutschera” Zbigniewa Gęsickiego „Juno” i Kazimierza Sotta „Sokoła”, którzy 1 lutego 1944 zostali zastrzeleni przez Niemców po skoku z mostu Kierbedzia do Wisły; tablica znajduje się na północnej balustradzie mostu, bliżej strony praskiej[10].
- Tablica upamiętniająca żołnierzy 103. kompanii AK batalionu „Bończa” poległych 1 sierpnia 1944 w ataku na most i Dom Schichta.
- Tablica upamiętniająca walki na przyczółku mostowym 13 i 14 września 1944.
- Tablica upamiętniająca Stanisława Kierbedzia i Feliksa Pancera (na ścianie pod wiaduktem Trasy W-Z)[11].

## Galeria

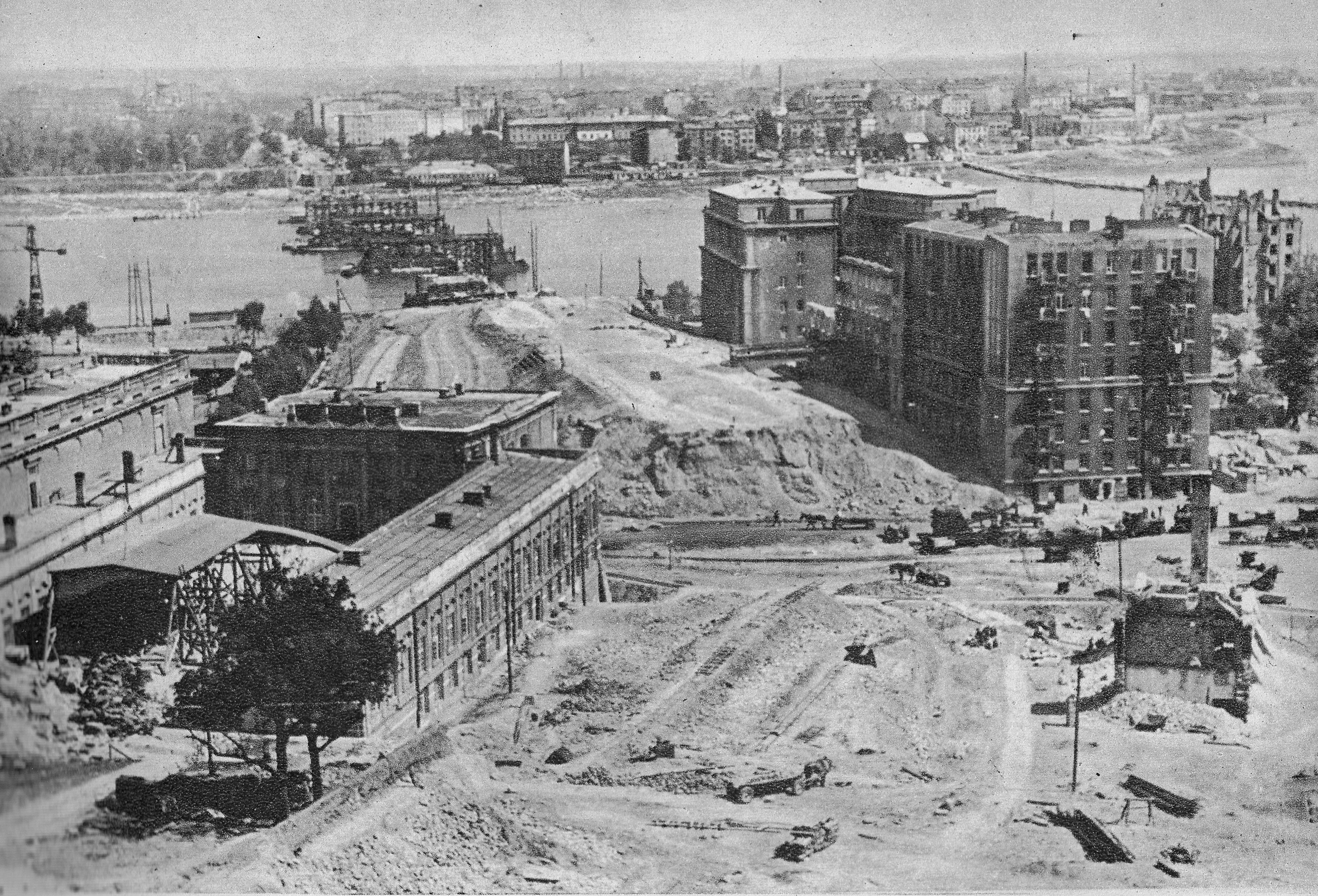
Budowa Trasy W-Z i mostu Śląsko-Dąbrowskiego, 1948
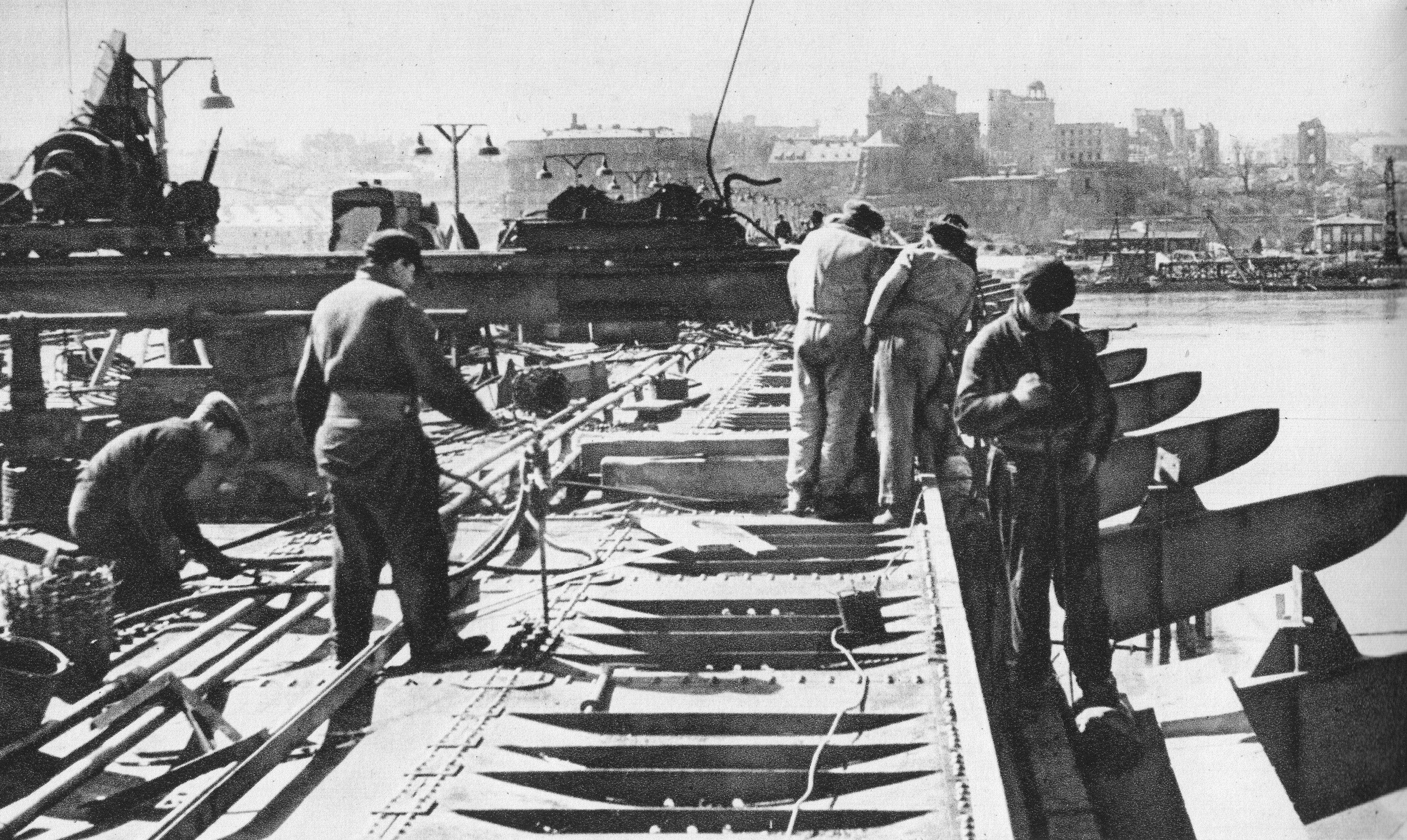
Robotnicy na budowie
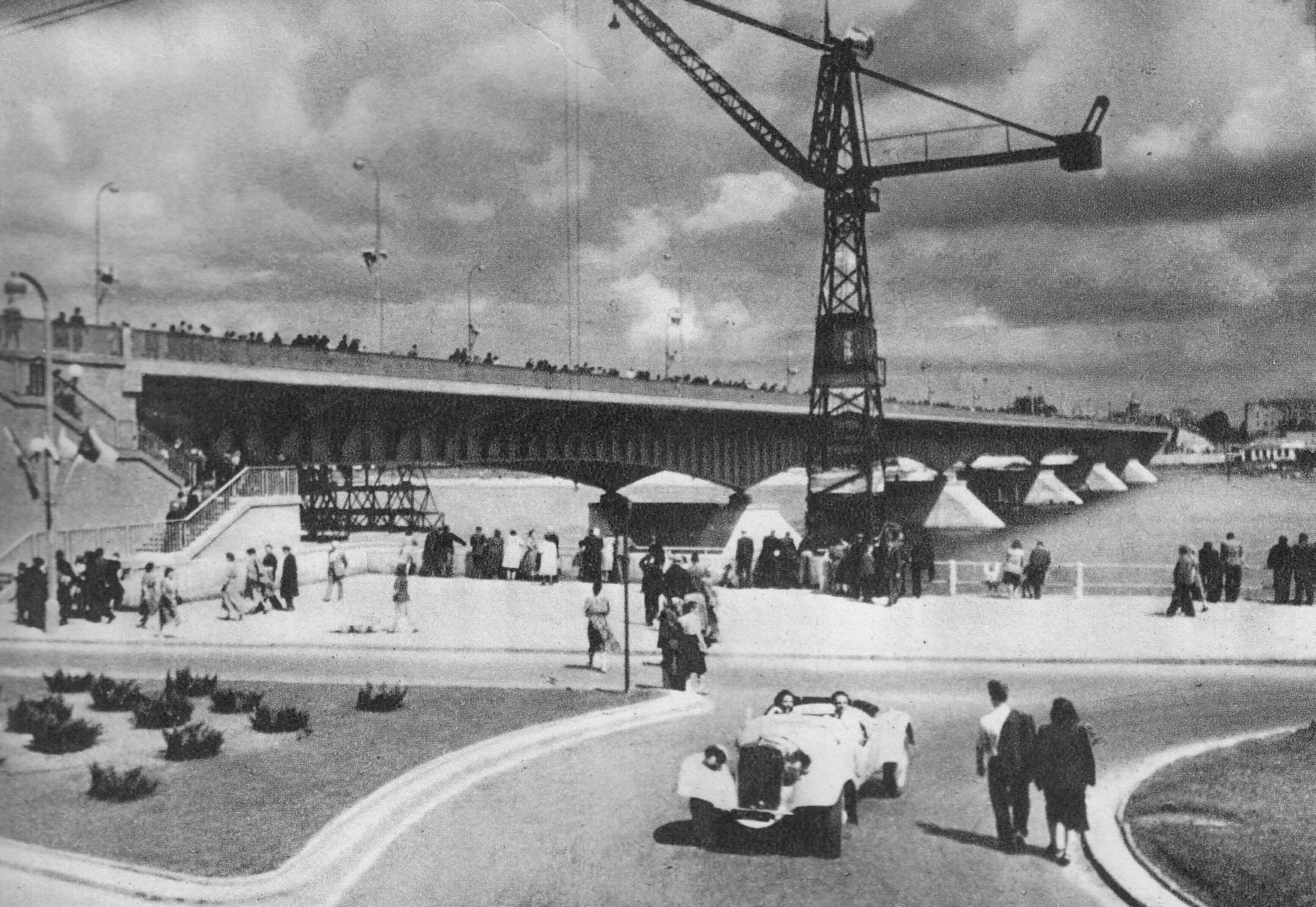
Most po oddaniu do użytku
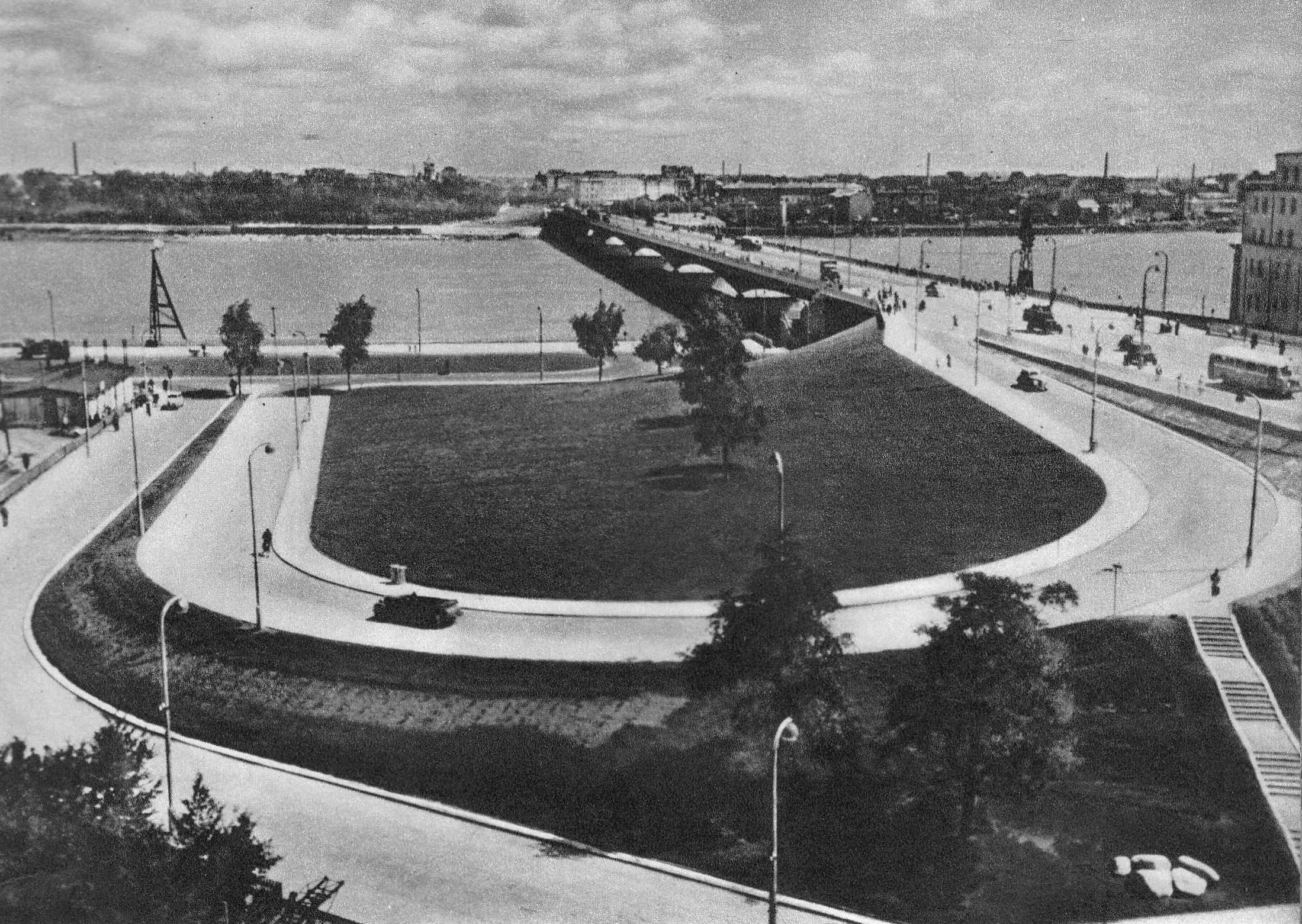
Zjazd z mostu po stronie śródmiejskiej